# Topptrycket
Topptryck kallas inom respiratorvården det högsta uppmätta luftvägstrycket under andningscykeln. Om topptrycket är för högt under en längre tid kan tryckskador uppstå i luftvägarna, s.k. barotrauma. Luftvägstryck som överstiger 40 cm H2O ökar risken för barotrauma. I modern respiratorvård används tryckstyrd ventilation vilket innebär att önskat luftvägstryck ställs in på respiratorn. När det inställda trycket uppnås avbryts inandningen och utandningen påbörjas. Med äldre typer av respiratorer kunde bara inandningsvolymen (tidalvolymen) ställas in (volymstyrd) vilket innebar att luftvägstrycket kunde bli högt för att inställd volym luft skulle kunna levereras.